# Così come le canto
Così come le canto è un album di Orietta Berti, pubblicato dalla Polydor nel 1974.

## Tracce
1. Quattro cavai che trottano – 2:35
2. Stornellata parmigiana – 4:22
3. E picchia picchia la porticella – 2:02
4. Babbo non vuole – 2:45
5. Gli scariolanti – 1:02
6. La moglie fedele – 1:42
7. Serafin – 1:52
8. Ai preat la biele stele – 1:21
9. La bella giardiniera tradita nell'amor – 1:59
10. Addio Ninina – 1:26
11. Minestron strafoja' – 2:15
12. Val Camonica – 2:07
13. Va l'alpin – 2:23
14. Te l'ho detto tante volte – 2:12
15. Maria Gioana – 2:34
16. L'era bella come gli orienti – 2:30
17. La pampina di l'aliva – 1:28
18. Napoli bella rosa d'amor – 1:12
19. Se ben che son dai monti – 1:45
20. La lingua della gente – 1:25
21. Spunta il sol – 1:44